# 6035 Чітлалтепетль
6035 Чітлалте́петль (6035 Citlaltepetl, 1987 OR, 1990 FF) — астероїд головного поясу.
Тіссеранів параметр щодо Юпітера — 3,438.